# Relaciones Bélgica-Costa Rica
Las relaciones Bélgica-Costa Rica se refieren a las relaciones internacionales que existen entre Costa Rica y Bélgica.

## Historia
Las relaciones oficiales entre Bélgica y Costa Rica se formalizaron el 26 de julio de 1858 con el nombramiento de un Ministro Plenipotenciario del Rey de los Belgas en Costa Rica y la firma el 31 de agosto del Tratado de amistad, comercio y navegación, primer acuerdo bilateral entre Costa Rica y Bélgica.

## Relaciones diplomáticas
- Costa Rica tiene una embajada y una oficina consular en Bruselas.[2][3]
- Bélgica no tiene una embajada en Costa Rica. Su embajada en Ciudad de Panamá es concurrente para Costa Rica[4] Cuenta con una oficina consular en San José.[5]